# 雪脊
雪脊（法語：Crêt de la Neige），又称内日峰，位于法国东部的安省，临近瑞士日内瓦，是汝拉山脉的最高点，海拔1718米。
从地质学来说，雪脊是汝拉山脉的背斜，地形突起度达到1260米。